# Міран Мубарак-шах
Міран Мубарак-шах (урду میران مبارک شاہ; д/н — 24 грудня 1566) — 11-й султан Хандешу у 1537—1566 роках. Відомий також як Міран Мубарак-хан II.

## Життєпис
Син Мірана Аділ-хана III. Брав участь у  військовій кампанії 1528 року проти Ахмеднагарського султанату, відзначився при захопленні Даулатабаду. 1532 року очолював хандеські війська у поході проти Мевару.
1537 року після смерті свого брата Мірана Мухаммад-шаха I через декілька тижнів повалив його сина Раджи Ахмад-шаха, посівши трон. Невдовзі висунув Ахмад-шаха претендентом на трон Гуджаратського султанату, але зазнав поразки від місцевого війська, внаслідок чого був вимушений відпустити Махмуда з династії Музаффаридів, якого переможці оголосили гуджаратським султаном.
Невдовзі надав притулок колишньому гуджаратському візиру Дар'я Хану, а потім гуджаратцю імад-уль-мульк Іхтіяр-хану. підтрмиуючи вторгнення останніх змусив гуджаратського султана Махмуд-шаха III поступитися Хандешу містами Султанпур і Нандурбар з навколишніми землями.
1554 року скористався сходженням на трон нового гуджаратського султана Ахмед-шаха III, вдерся до цієї держави, але в боротьбі не зміг повністю опанувати Гуджаратом. 1561 року надав прихисток поваленому малавському султану Баз Багадуру. У відповідь могольське військо на чолі з Пір Мухаммадом з Малави вдерлося до володінь Міран Мубарак-шаха, сплюндрувавши значні області, дійшовши до столиці Бурханпур. Але за підтримки військ Берарського султанату тут моголам було завдано чуттєвої поразки. За цим спільно з берарським військом відвоював Малавський султанат, який повернув баз Багадуру.
1564 року зовнішня ситуація погіршилася, коли султан Баз Багадур визнав зверхність Імперії Великих Моголів. Активно готувався до протистояння з останньою. Помер 1566 року. Йому спадкував син Міран Мухаммад-шах II.